# Фаша д'Оро (Бреша)
Фаша д'Оро је насеље у Италији у округу Бреша, региону Ломбардија.
Према процени из 2011. у насељу је живело 303 становника. Насеље се налази на надморској висини од 122 м.